# Aljaksandar Malychin

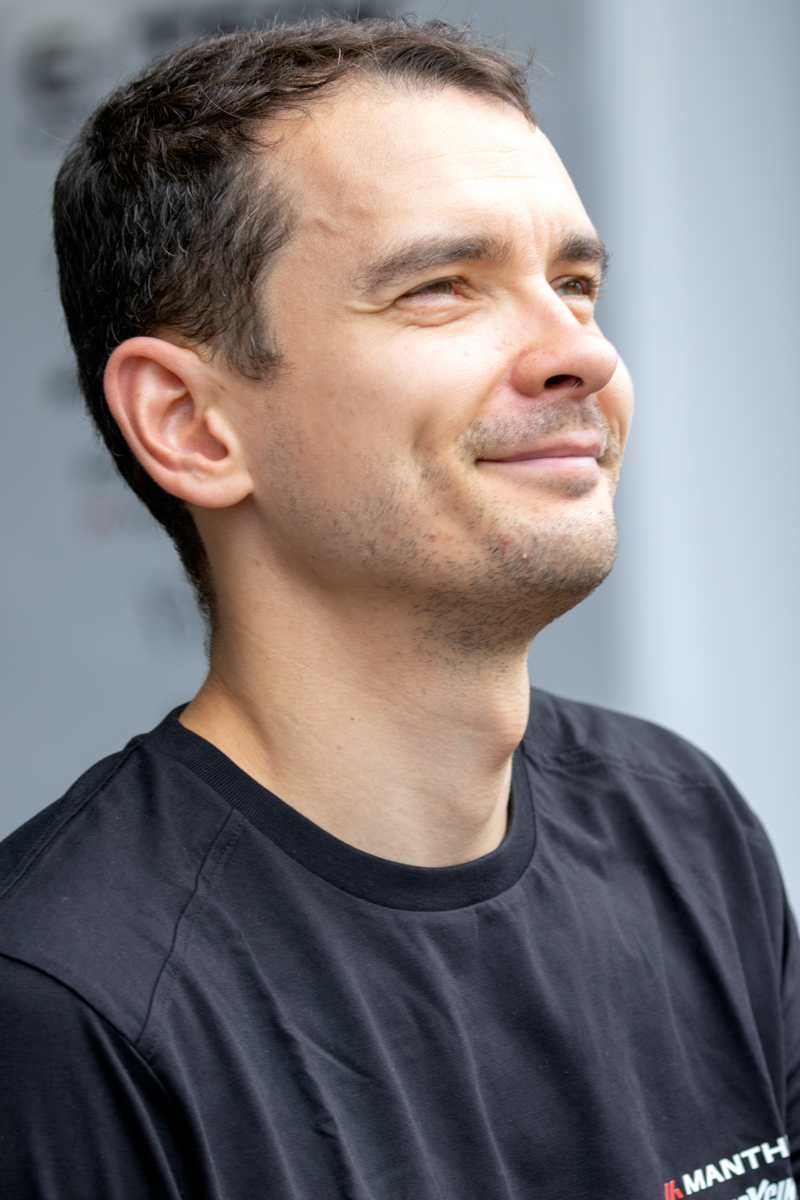
Alex Malychin (2024)

Aljaksandar „Alex“ Malychin (belarussisch Аляксандар Малыхін, wiss. Transliteration Aljaksandar Malychin; * 17. August 1987) ist ein belarussischer Autorennfahrer, der seine Rennen mit einer Rennlizenz von St. Kitts und Nevis bestreitet.

## Karriere
Alex Malychin ist belarussischer Staatsbürger. Als Reaktion auf den Angriffskrieg Russlands gegen die Ukraine dürfen belarussische und russische Rennfahrer seit 2022 nicht mehr mit Rennlizenzen ihrer Länder an internationalen Rennen der FIA teilnehmen. Malychin startet seither mit einer Fahrerlizenz des Karibik-Staates St. Kitts und Nevis.
International aktiv ist er seit der Rennsaison 2021. Er fuhr in der britischen GT-Meisterschaft und der GT World Challenge Europe, wo er 2022 im Endurance Cup den 12. Endrang erreichte. Nach dem Wechsel zu Manthey-Racing gewann er zwei GT-Wertungen. Nach dem Sieg in der GT3-Klasse der Asian Le Mans Series 2024 beendete er auch die GT3-Klasse der FIA-Langstrecken-Weltmeisterschaft 2024 an dieser Position. Sein Debüt beim 24-Stunden-Rennen von Le Mans endete in diesem Jahr an der 41. Stelle der Gesamtwertung.

## Statistik

### Le-Mans-Ergebnisse
| Jahr | Team               | Fahrzeug                | Teamkollege   | Teamkollege     | Platzierung | Ausfallgrund |
| ---- | ------------------ | ----------------------- | ------------- | --------------- | ----------- | ------------ |
| 2024 | Manthey PureRxcing | Porsche 911 GT3 R LMGT3 | Joel Sturm    | Klaus Bachler   | Rang 41     |              |
| 2025 | CLX Pure Rxcing    | Oreca 07                | Tom Blomqvist | Tristan Vautier | Rang 32     |              |

### Einzelergebnisse in der FIA-Langstrecken-Weltmeisterschaft
| Saison | Team            | Rennwagen       | 1   | 2   | 3   | 4   | 5   | 6   | 7   | 8   |
| ------ | --------------- | --------------- | --- | --- | --- | --- | --- | --- | --- | --- |
| 2024   | Manthey-Racing  | Porsche 911 GT3 | KAT | IMO | SPA | LEM | SAO | AUS | FUJ | BAH |
| 2024   | Manthey-Racing  | Porsche 911 GT3 | 16  | 20  | 17  | 41  | 19  | 17  | 14  | 23  |
| 2025   | CLX Pure Racing | Oreca 07        | KAT | IMO | SPA | LEM | SAO | AUS | FUJ | BAH |
| 2025   | CLX Pure Racing | Oreca 07        | 32  |     |     |     |     |     |     |     |